# František Kele
RNDr. František Kele ml. PhD. (21. března 1936 Bratislava – 19. října 2014 Vysoké Tatry) byl slovenský horolezec, cestovatel, pedagog, publicista a geograf.
František Kele se věnoval hledání stop působení Mórice Beňovského, Martina Kukučína a zejména Milana R. Štefánika ve světě .
Od roku 1990 se angažoval v Společnosti Milana Rastislava Štefánika. Na téma Štefánik a jeho působení ve světě přednesl téměř 300 přednášek spojených s promítáním CD a DVD. Společnost Milana Rastislava Štefánika navrhla Keleho na státní vyznamenání. V roce 2011 získal nominaci na nejvyšší státní vyznamenání – řád Ľudovíta Štúra 1. stupně.

## Rodina
Známým horolezcem a tatranským chatařem byl jeho otec František Kele st.
Manželka Ľudmila Keleová je spoluautorkou tří cestopisů (Cesty snov, Dni a noci pod Južným krížom) a dvou samostatných publikací (Úsmevy písané kriedou a Ošklbané detstvo).
Dcera Táňa Keleová-Vasilková píše romány.

## Lezení a expedice
Přes 550 výstupů v Tatrách, z toho 50 prvovýstupů. Jeden letní, dva zimní (1955) přechody hlavního hřebene Tater. Výstup na Mont Blanc 1955. Působil na výpravách Ahhagar 1973, Hindúkuš 1974, Kilimandžáro 1977 (vrchol Kibo), Patagonie 1982 - 3 (Fitz Roy). Vedl expedici na Mount Everest 1984, na Severní pól 1993, byl zástupcem vedoucího expedice na Karákóram 1988. Vystoupil i na Aconcaguu, Elbrus, Chimborazo, Popocatépetl. Nejaktivnější slovenský cestovatel 20. století, navštívil všechny kontinenty včetně Oceánie a Arktidy. Provedl tři cesty kolem světa.
Uskutečnil přes 70 výprav a cest, např.:
- 1971 Korsika (první slovenská geografická expedice),
- 1971 Nepál (cesta mikrobusem Škoda 1203 kvůli povolení k výstupu na Mount Everest)
- 1973 Hoggar (Horolezecko-vědecká výprava SGS při SAV),
- 1974 Hindúkuš (hlavní cíl - výstup na Nošak 7 496 m),
- 1977 Afrika (první slovenská přírodovědecká expedice do oblasti Kilimandžára),
- 1978 Asie, SSSR (Kyrgyzstán), horolezecký výstup na Pik Lenina (7134 metrů),
- 1979 Aconcagua (první slovenský výstup spolu s T. Šurkem a M. Šperkem),
- 1980/1981 výprava Alouete; cesta kolem světa spolu s Alexem Mlynárčikem
- 1984 Expedice Himálaje '84-Sagarmatha, vedoucí první slovenské resp. československé úspěšné expedice na Mt. Everest
- 1992 první slovenská expedice k poctě M. R. Štefánika na Mont Blanc; odhalení pamětní pam. desky na stěně budovy observatoře v Chamonix
- 1987 Expedice Alouette 2, druhá cesta kolem světa
- 1994 Expedice Tahiti '94 na Tahiti a Vava'u; iniciování postavení památníku na hoře Faiere nad Papeete, kde měl Štefánik provizorní observatoř; na Vava'u objevení betonových pylonů (sloužily jako stativy), které nad Neiafu na ostrově Vava'u postavil Štefánik roku 1911; připevnění pamětní tabule
- 1996 expedice Antananarive '96, první výprava ze Slovenska, která hledala na Madagaskaru stopy po Mořici Beňovském a přinesla pamětní desku
- 2000 expedice Union - Antarktis '2000; cesta k poctě Martina Kukučína do Punta Arenas (140 výročí narození) a k poctě M. R. Štefánika do Antarktidy - chilské polární stanice, (120 výročí narození)
- 2003 expedice Atacama '03; cesty do střední, severní části Chile a na ostrov Robinson Crusoe
- 2008 expedice Mont Blanc '2008, pocta M. R. Štefánikovi (sté výročí jeho posledního výstupu na vrchol Evropy)
- 2011 Expedice Štefánik Vava'u 1911 - 2011 (sté výročí úspěšného působení M. R. Štefánika na ostrově Vava'u (Království Tonga)

### Významní spolucestovatelé
- Jaroslav Oršula
- Peter Mariot
- Alex Mlynárčik
- Ladislav Fekete
- Peter Valušiak
- Pavol Učník
- Miroslav Musil
- Ľudmila Keleová

## Ocenění
- 1983 a 1990: Cena Slovenské akademie věd (SAV) za popularizaci vědy
- 1986: medaile Mateje Bela
- dvojnásobný držitel zlatého odznaku JAMESu
- 1990: Čestný člen Slovenské geografické společnosti při SAV
- 1994: medaile prezidenta Francouzské Polynésie Gastona Floss (za iniciativu při budování památníku M. R. Štefánika na hoře Faire nad Papeete)
- 1996: Cena ministra kultury: "Pocta Juraje Weinczillera" za badatelské expedice, populárně naučnou tvorbu a prezentaci Slovenské republiky

1996: Posel Slovenska '96 - za zásluhy o Slovensko a jeho dobré jméno ve světě
1996: Zlatý podnikatelský Biatec za rok 1996 - za vytrvalé šíření dobrého jména Slovenska v zahraničí
2011: Křišťálové křídlo za celoživotní dílo roku
- spoluzakladatel Sekce pro výzkum vysokých pohoří při Slovenské geografické společnosti SAV a Sdružení antarktis

## Publikace
Autor a spoluautor 35 publikací (stručný výběr - literatura s horolezeckou tematikou).
- A.Halás, F. Kele: Hindúkuš (soubor fotografií), Pressfoto 1976
- A. Halás, F. Kele: Andy - Sierra Madre (soubor fotografií), presfoto 1981.
- F.Kele, V.Launer: Sagarmatha (soubor fotografií) Pressfoto 1986
- F. Kele a kol.: Everest, Sport 1986.
- F. Kele: Noc na Aconcagua, Obzor 1987.
- poluautor "Národný park Sagarmatha", Veda 1987.
- F.Kele, P.Mariot: Od Mount Everestu po Korytnačie ostrovy, Print-Servis 1988.
- F. Kele: Moje dotyky s Everestom, Smena 1990.
- F. Kele: K trblietavým štítom Karakoramu, Bratislava 1991.
- F. Kele a kol.: Severný pól, Perex 1994.
- Spoluautor: "Slováci na Everestu * 1984 - 1988", S-GLÓBUS-S 1999
- F.Kele, L.Fekete: (Znovu)objavovanie Antarktídy, NAP 2003.
- F. Kele, P. Mariot: Encyklopedie velehor světa, Olomouc 2004.
- F.Kele: "Najvyššie vrchy" (v edici přírodní krásy Slovenska), DAJAMA 2007.
- Několik publikací s tatranskou tematikou
- F. Kele: Moje dotyky s Everestom, druhé vydání, DALI - BB sro Banská bystrica 2009
- F. Kele "Čilské poledníky", DALI-BB sro, Banská Bystrica 2010
- F.Kele "Milan Rastislav Štefánik významný cestovateľ a jeho nasledovníci, RTG PRESS sro ve spolupráci s DALI-BB, 2010

### Dokumentární filmy
- František Kele ml., Živé portréty, Who is Who, 2010
- GEN.SK - František Kele, TRIGON PRODUKTION s. r.. o., STV 2011
- EUROVIRTUAL - František Kele, Arcon sro 2012